# Wembley
Wembley es un barrio del noroeste de Londres (Inglaterra), parte del municipio de Brent. En él se localizan el actual Estadio de Wembley, construido sobre el emplazamiento del antiguo estadio de Wembley, y el Wembley Arena. Antiguamente era parte de la parroquia de Harrow on the Hill, en el condado de Middlesex, hasta que Wembley formó una parroquia civil separada en 1894 y se incorporó a Londres como municipio propio en 1937.